# 陸奥北海勝昭
陸奥北海 勝昭（むつほっかい かつあき、1964年6月24日 - ）は、北海道三石郡三石町（現：日高郡新ひだか町）出身の元大相撲力士。現在は世話人。現役時代は安治川部屋所属、現在は伊勢ヶ濱部屋所属。本名は本間 勝明（ほんま かつあき）。身長179cm、体重188kg。最高位は東十両6枚目（1994年11月場所）。得意技は突き、押し。趣味はパチンコ、血液型A型、星座は蟹座。

## 人物
土建業の長男で、三石町立三石第一中学校ではサッカーやバスケットボールを少し習ったぐらいで、相撲も子供の頃に三石町で開催される大会に出場した程度の経験だった。北海道浦河高等学校へ進学したが、三石町で相撲料理店「ちゃんこ花道」を経営していた同郷の元床秀から入門を勧められたので、高校を1年で中退し、元関脇・陸奥嵐の安治川部屋（現在の伊勢ヶ濱部屋の前身）に入門した。1981年3月場所に初土俵。初土俵から約3年で幕下に昇進したが、幕下では好成績を出せずに長く低迷し、特に1985年3月に左膝関節を故障した時は廃業を考えるほどだったが、父親が亡くなったので翻意した。1993年3月場所の安治川（元・陸奥嵐）の廃業（後述）に奮起し、初土俵から76場所目の1993年9月場所にようやく十両に昇進。目立った成績を挙げることはなかったが、押し相撲を武器に十両に定着した。膝の古傷もあり、1995年5月場所に4勝11敗と大きく負け越すと、翌7月場所に幕下に陥落。幕下陥落後も十両復帰を目指して長く幕下上位で相撲を取っていたが、2001年5月場所に三段目に陥落してからは三段目で相撲を取ることが多くなっていった。次第に三段目でも思うような相撲が取れなくなり、2002年9月場所に序二段に陥落した。それ以降は三段目と序二段を往復する日々が続いたが、2004年1月1日から世話人の定員が増員されたため1月場所直前に現役を引退、世話人に転身した。所属の安治川部屋が2007年12月に伊勢ヶ濱部屋に改称したことにより、現在は伊勢ヶ濱部屋に所属。

## エピソード
- 1993年3月場所を最後に師匠である元・陸奥嵐の安治川が持病の療養のため廃業し、元横綱・旭富士が部屋を継承した。当時幕下で低迷していた陸奥北海だったが、新弟子時代から指導を受けた師匠の突然の廃業に奮起し[2]、同年9月場所に十両に昇進した。これに、先代師匠は「俺がいなくなったとたんに力出しやがって」と皮肉ったが、本名の「南幸雄」名義で化粧回しを贈っている。
- 23年の土俵生活は幕下の昇進を9回、三段目の昇進を6回経験した。

## 主な成績
- 生涯成績：526勝498敗8休  勝率.514
- 十両成績：68勝82敗  勝率.453
- 現役在位：137場所
- 十両在位：10場所
- 各段優勝
  - 幕下優勝：1回（1993年7月場所）

### 場所別成績
| | 一月場所 初場所（東京） | 三月場所 春場所（大阪） | 五月場所 夏場所（東京） | 七月場所 名古屋場所（愛知） | 九月場所 秋場所（東京） | 十一月場所 九州場所（福岡） |
| --- | ----------------------- | ----------------------- | ----------------------- | --------------------------- | ----------------------- | --------------------------- |
| 1981年 （昭和56年） | x                       | （前相撲）              | 西序ノ口52枚目 5–2      | 東序二段127枚目 3–4         | 西序二段141枚目 4–3     | 東序二段116枚目 5–2         |
| 1982年 （昭和57年） | 西序二段69枚目 5–2      | 東序二段25枚目 5–2      | 東三段目82枚目 3–4      | 西序二段4枚目 5–2           | 東三段目59枚目 3–4      | 東三段目77枚目 3–4          |
| 1983年 （昭和58年） | 西序二段筆頭 6–1        | 東三段目34枚目 3–4      | 東三段目54枚目 5–2      | 西三段目21枚目 4–3          | 東三段目9枚目 3–4       | 西三段目25枚目 5–2          |
| 1984年 （昭和59年） | 東幕下59枚目 3–4        | 西三段目18枚目 5–2      | 東幕下51枚目 4–3        | 東幕下36枚目 3–4            | 東幕下47枚目 4–3        | 西幕下35枚目 4–3            |
| 1985年 （昭和60年） | 西幕下24枚目 4–3        | 西幕下14枚目 3–4        | 東幕下24枚目 0–7        | 東幕下60枚目 5–2            | 東幕下38枚目 2–5        | 東三段目3枚目 6–1           |
| 1986年 （昭和61年） | 東幕下33枚目 3–4        | 西幕下43枚目 3–4        | 西幕下58枚目 1–5–1      | 西三段目43枚目 休場 0–0–7   | 東三段目94枚目 6–1      | 西三段目38枚目 6–1          |
| 1987年 （昭和62年） | 東幕下54枚目 3–4        | 西三段目8枚目 6–1       | 東幕下38枚目 5–2        | 東幕下23枚目 5–2            | 西幕下13枚目 3–4        | 西幕下20枚目 3–4            |
| 1988年 （昭和63年） | 西幕下28枚目 5–2        | 東幕下14枚目 3–4        | 西幕下20枚目 4–3        | 西幕下15枚目 3–4            | 西幕下25枚目 4–3        | 西幕下16枚目 4–3            |
| 1989年 （平成元年） | 西幕下9枚目 4–3         | 東幕下6枚目 1–6         | 西幕下29枚目 2–5        | 西幕下43枚目 6–1            | 東幕下21枚目 3–4        | 東幕下32枚目 5–2            |
| 1990年 （平成2年） | 西幕下19枚目 3–4        | 西幕下30枚目 3–4        | 東幕下40枚目 3–4        | 西幕下51枚目 6–1            | 東幕下26枚目 1–6        | 西幕下52枚目 4–3            |
| 1991年 （平成3年） | 西幕下38枚目 6–1        | 東幕下18枚目 3–4        | 東幕下27枚目 4–3        | 西幕下17枚目 4–3            | 西幕下12枚目 3–4        | 東幕下20枚目 4–3            |
| 1992年 （平成4年） | 西幕下16枚目 5–2        | 東幕下6枚目 3–4         | 西幕下11枚目 3–4        | 西幕下15枚目 4–3            | 西幕下11枚目 2–5        | 東幕下27枚目 5–2            |
| 1993年 （平成5年） | 西幕下15枚目 4–3        | 西幕下11枚目 2–5        | 東幕下28枚目 6–1        | 東幕下11枚目 優勝 7–0       | 西十両10枚目 8–7        | 東十両8枚目 6–9             |
| 1994年 （平成6年） | 西十両11枚目 8–7        | 東十両7枚目 6–9         | 西十両10枚目 6–9        | 西幕下筆頭 6–1              | 西十両10枚目 8–7        | 東十両6枚目 7–8             |
| 1995年 （平成7年） | 西十両8枚目 8–7         | 西十両7枚目 7–8         | 東十両9枚目 4–11        | 西幕下3枚目 4–3             | 東幕下3枚目 1–6         | 東幕下26枚目 3–4            |
| 1996年 （平成8年） | 東幕下35枚目 3–4        | 西幕下47枚目 3–4        | 東三段目3枚目 4–3       | 西幕下53枚目 3–4            | 西三段目7枚目 3–4       | 西三段目23枚目 4–3          |
| 1997年 （平成9年） | 西三段目10枚目 6–1      | 西幕下38枚目 3–4        | 東幕下48枚目 2–5        | 東三段目8枚目 6–1           | 東幕下38枚目 4–3        | 西幕下28枚目 4–3            |
| 1998年 （平成10年） | 西幕下21枚目 2–5        | 東幕下41枚目 3–4        | 西幕下54枚目 4–3        | 東幕下45枚目 3–4            | 西幕下53枚目 5–2        | 西幕下36枚目 4–3            |
| 1999年 （平成11年） | 西幕下27枚目 4–3        | 東幕下21枚目 2–5        | 西幕下40枚目 5–2        | 東幕下26枚目 1–6            | 東幕下44枚目 3–4        | 東幕下51枚目 3–4            |
| 2000年 （平成12年） | 西三段目5枚目 3–4       | 西三段目21枚目 3–4      | 東三段目38枚目 4–3      | 西三段目21枚目 3–4          | 西三段目38枚目 4–3      | 東三段目21枚目 5–2          |
| 2001年 （平成13年） | 西幕下56枚目 4–3        | 東幕下47枚目 3–4        | 東三段目筆頭 2–5        | 東三段目20枚目 2–5          | 東三段目44枚目 4–3      | 東三段目34枚目 3–4          |
| 2002年 （平成14年） | 西三段目51枚目 3–4      | 西三段目70枚目 4–3      | 西三段目55枚目 3–4      | 東三段目68枚目 1–6          | 西序二段13枚目 5–2      | 東三段目77枚目 1–6          |
| 2003年 （平成15年） | 東序二段16枚目 4–3      | 東三段目98枚目 1–6      | 東序二段39枚目 4–3      | 西序二段18枚目 3–4          | 東序二段43枚目 4–3      | 西序二段22枚目 4–3          |
| 2004年 （平成16年） | 東三段目99枚目 引退 –   | x                       | x                       | x                           | x                       | x                           |
| 各欄の数字は、「勝ち-負け-休場」を示す。 優勝 引退 休場 十両 幕下 三賞：敢=敢闘賞、殊=殊勲賞、技=技能賞 その他：★=金星 番付階級：幕内 - 十両 - 幕下 - 三段目 - 序二段 - 序ノ口 幕内序列：横綱 - 大関 - 関脇 - 小結 - 前頭（「#数字」は各位内の序列） |                         |                         |                         |                             |                         |                             |

## 改名歴
- 本間 勝明（ほんま かつあき）1981年3月場所
- 陸奥乃海 勝明（むつのうみ かつあき）1981年5月場所 - 1990年7月場所
- 陸奥の海 勝明（むつのうみ かつあき）1990年9月場所 - 1991年3月場所
- 陸奥北海 勝昭（むつほっかい かつあき）1991年5月場所 - 2004年1月場所